# Caresses interdites
Pour plus de détails, voir Fiche technique et Distribution.
Caresses interdites (Daddy, Darling) est un film danois et américain, réalisé par Joseph W. Sarno et sorti en 1970. Ce film de sexploitation aborde les thèmes de la famille monoparentale et recomposée, de la découverte de la sexualité, de la jalousie, de l'inceste et du lesbianisme, en introduisant quelques scènes érotiques.

## Résumé
Dans un pavillon de Copenhague, Katja, une jeune étudiante de dix-neuf ans, n'a pas d'autre amie que Lise et vit seule avec son père veuf, Eric, souvent en déplacement pour son travail. Vierge et éprouvant du désir pour lui, elle tente de le séduire, en vain, et doit se contenter de fantasmer sur lui, y compris lorsqu'elle cède aux avances de Lars, le jeune locataire et amant de Lise et sa mère.
Lorsque Katja apprend de son père qu'il va se marier avec Svea, une collègue qu'il fréquente secrètement depuis quelque temps, elle est prise de jalousie et de désarroi. Un soir, après les cours, elle se confie à son professeur, Miss Sten, qui, pour la réconforter, la convie à les rejoindre, elle et son amie Miss Bellig, à un dîner organisé par la sœur de cette dernière, Lena. Celle-ci, artiste à succès, accepte de donner des cours de peinture à Katja, devant les recommandations de Miss Sten. L'intérêt de Katja pour cette nouvelle expérience lui fait quelque peu oublier sa jalousie pour Svea, et elle devient de plus en plus cordiale à son égard.
Mais un soir, Katja surprend son père et Svea en train de faire l'amour. Elle s'enfuit alors chez Lena, qu'elle trouve en compagnie de Tanja, leur modèle de nu. Lena lui explique qu'elle et Tanja entretiennent le même type de relation que Miss Sten et Miss Bellig, dont elle lui avait déjà expliqué qu'elles étaient amantes. Lena demande alors à Tanja d'initier Katja aux plaisirs entre femmes, puis la chasse de son appartement.
Katja en revient avec l'idée de profiter de l'absence de son père pour séduire Svea et ainsi la discréditer auprès de son père. Elle parvient à ses fins, mais, alors qu'elle s'apprête à téléphoner à son père pour le lui révéler, elle se ressaisit et quitte la maison.

## Commentaires
Sarno a choisi le Danemark en raison de l'attitude plus libérale de ce pays, par rapport aux États-Unis, à l'égard de la nudité et de la sexualité.
La Revue du cinéma qualifie le travail de Sarno de « portrait psychologique cohérent » et de « réalisation honnête qui évite le scabreux, mais gâchée par le détours du scénario et l'extrême faiblesse des dialogues ».
Joe Dante le décrit dans le Film Bulletin comme un « film de sexploitation tiède mais bien réalisé ».
La revue Écran définit le film en ces termes : « scénario d'Œdipe + scénario de Phèdre mis sexes dessus-dessous ».

## Fiche technique
- Titre :
  - Titre original : Daddy, Darling (litt. « Papa, chéri »)
  - Titre de travail : Behind Closed Doors (litt. « Derrière les portes closes »)
  - France : Caresses interdites
  - Italie : I vizi proibiti delle giovani Svedesi  (litt. « Les Vices interdits des jeunes Suédoises »)
  - Allemagne de l'Ouest : Katja - Alle brauchen Liebe  (litt. « Katja - Tout le monde a besoin d'amour »), puis Katja - Vom Mädchen zur Frau (litt. « Katja - De la petite fille à la femme ») pour une ressortie
- Réalisateur : Joseph W. Sarno
- Scénariste : Joseph W. Sarno
- Directeur de la photographie : Mikael Salomon
- Directeur de production : Palle Schnedler-Sørensen (crédité Palle Schnedler)
- Scripte : Susanne Bruhn (créditée Suzanne Bruhn)
- Scénographe : Togo Esben
- Maquilleuse : Else Hennings
- Costumière : Peggy Steffans (créditée Peggy Stephans)
- Monteuse : Renée Lichtig (créditée René Lichtig)
- Ingénieur du son : Paul Boistelle
- Dialoguiste : Hal Brav
- Producteur : Kenn Collins
- Société de production : Cinetex Industries, Ltd.
- Pays d'origine : États-Unis et Danemark
- Langue : anglais
- Lieux de tournage : Danemark, Studios Novaris (Albertslund) et Copenhague
- Date de sortie :
  - États-Unis : 18 novembre 1970 (première à Philadelphie)
  - Allemagne de l'Ouest : 12 février 1971
  - France : 23 février 1972
  - Royaume-Uni : 10 juillet 1973 après avoir été rejeté en 1970 par le BBFC[5],[6]
- Durée : 95 minutes
  - coupé à 83 minutes pour la sortie au Royaume-Uni[7] (selon d'autres sources, il n'a pas été coupé[8],[9])
  - coupé à 92 minutes pour la sortie en Australie[10]
- Format : son mono, couleurs (Eastmancolor), 35 mm, 1,85:1
- Classement :
  - classé X par la MPAA aux États-Unis
  - classé X par le BBFC au Royaume-Uni
  - classé R par l'OFFC en Australie[10]
- Genre : drame bourgeois, érotique

## Musique
- Musique : composée et dirigée par Tony Hazzard (en)
- Chansons (extraites de l'album Tony Hazzard sings Tony Hazzard sorti en 1969)[7] :
  - Hello, World
  - Fade Away, Maureen
  - Hello It's Me
  - Me, the Peaceful Heart
  - You Won't Be Leaving

## Distribution
- Helli Louise (en) (créditée Helle Louise) : Katja Holmqvist
- Ole Wisborg (da) : Eric Holmqvist, le père de Katja
- Gio Petré (en) : Svea Karlson, la maîtresse puis épouse d'Eric
- Fezex Kyo (créditée Kyo Feza) : Lise Norbert, une camarade de Katja
- Lise Thomsen (en) (créditée Lisa Thomson) : Eva Norbert, la mère de Lise
- Søren Strømberg (da) : Lars, le locataire et amant de Lise et sa mère
- Tove Maës : Segrid Sten, le professeur de Katja et Lise
- Inger Gleerup : Marie Belling, la maîtresse de Segrid
- Lise Henningsen (da) : Lena Belling, la sœur de Marie
- Jeanette Swensson (créditée Jeannette Swenson) : Tanja, le modèle et maîtresse de Lena

## Sources
- (en) Richard P. Krafsur (dir.) et American Film Institute (dir.), The American Film Institute Catalog of Motion Pictures Produced in the United States, vol. F6, t. 1 : Feature Films, 1961–1970. Film Entries, New-York, R. R. Bowker (en), 1976, 976 p. (ISBN 0-8352-0453-7), chap. F6.0998 (« Daddy, Darling »), p. 222.
- « Caresses interdites » (présentation de l'œuvre), sur l'Internet Movie Database.

1. ↑  (en) Vincent LoBrutto, The Encyclopedia of American Independent Filmmaking, Westport (Connecticut), Greenwood Press, 2002, 566 p. (ISBN 0-313-30199-9), p. 367.
2. ↑  Daniel Sauvaget, « Caresses interdites », La Revue du cinéma, no 260,‎ avril 1972, p. 133–134.
3. ↑  Reproduit dans (en) « Joe Dante's Fleapit Flashbacks » [PDF], Video Watchdog (en), no 83, mai 2002 (version du 16 mai 2018 sur Internet Archive), p. 22 : « lukewarm but well-made sexploiter ».
4. ↑  Écran, no 4, avril 1972, p. 77, cité par « Daddy, Darling », sur universcine.com.
5. ↑  (en) « Daddy Darling (1970) », BBFC (version du 29 avril 2014 sur Internet Archive).
6. ↑  (en) « Daddy, Darling », Monthly Film Bulletin, vol. 39, no 461,‎ juin 1972.
7. 1 2  (en) Simon Matthews, Psychedelic Celluloid : British Pop Music in Film & TV 1965 - 1974, Harpenden, Old Castle, 2016 (ISBN 978-1-84344-457-2), p. 129.
8. ↑  (en) Paul D, « Banned in the UK », sur Letterboxd : « Banned for 1970 cinema release but passed uncut in 1973 ».
9. ↑  (en) « BBFC Cuts D: Da », sur Melon Farmers : « Banned by the BBFC for 1970 cinema release. Uncut for 1973 cinema release ».
10. 1 2  (en) « Film Censorship: D #1 », sur Refused Classification: Censorship in Australia : « In November 1971, an 8586-feet (95:24) feet print of DADDY, DARLING was banned because of ‘indecency’. A censored 8286-feet (92:04) version was passed with an R-rating in April 1972. ».